# Аласка (дрег краљица)
Џастин Ендру Хонард (енгл. Justin Andrew Honard), познатији под псеудонимом Аласка Тандерфак 5000 (енгл. Alaska Thunderfuck 5000), или једноставно Аласка, амерички је дрег извођач, музичар и комичар. Рођен у Ирију, достигао је популарност као финалиста пете сезоне Руполове дрег трке (2011). Аласка је затим 2016. године победила и у другој Ол старс сезони овог серијала.
Аласка је досада објавила четири студијска албума - Anus (2015), Poundcake (2016), Vagina (2019) и Red 4 Filth (2022). Такође је од 2014. године почела да наступа у групи AAA Girls са дрег краљицама Кортни Ект и Вилам.
Поред музике, Аласка се бави и комедијом. Њен први специјал, под називом The Alaska Thunderfuck Extra Special Comedy Special, је емитован на канадској телевизији Out TV 2021. године. Са Вилам је 2018. године почела да снима Race Chaser подкаст, на којем коменаришу епизоде Руполове дрег трке.
Новембра 2021. године објавила је свој мемоар - My Name's Yours, What's Alaska?: A Memoir. Аласка у Лос Анђелесу такође организује и годишње такмичење дрег краљица, The Drag Queen of the Year Pageant Competition Award Contest Competition.
Са скоро два милиона пратилица на Инстаграму Аласка је једна од најпрћенијих дрег краљица на овој друштвеној мрежи. На листи "најмоћнијих дрег краљица Америке" Њујорк магазина из 2019. године Аласка је заузела седмо место.

## Дискографија
Студијски албуми
- (2015)
- (2016)
- (2019)
- (2022)

## Филмографија
Филм
- (2018)
- (2018)
- (2021)

Телевизија
- Руполова дрег трка (2011); друго место
- Руполова дрег трка: Ол старс (2016); победник

## Спољашњи извори
- Ендру Хонард/ Аласка на веб-сајту  (језик: енглески)